# Under the Pink
Under the Pink — второй сольный студийный альбом американской певицы Тори Эймос. После своего релиза в январе 1994 года, альбом достиг пиковой 12-й позиции в чартах США, подкреплённый успехом сингла «Cornflake Girl». Альбом дебютировал в Великобритании под номером один, на сегодняшний день для певицы это самый успешный альбом в чартах Великобритании. В конце 1994 года в Великобритании было продано около 220000 копий, став шестьдесят первым самым продаваемым альбомом Великобритании. Этот альбом был включён в список журнала Blender «500 компакт-дисков, которые должны быть у вас». Специальное двух-дисковое издание было выпущено только в Австралии и Новой Зеландии под названием More Pink: The B-Sides.
Under the Pink — это импрессионистская живопись, я не предполагала писать дневник, как это было с Little Earthquakes. Критики замечают разницу и говорят, что Under the Pink не так откровенен, как Little Earthquakes. Это было откровенно, но не в форме исповеди…Я писала Under the Pink как пейзаж, вы должны окунуться в этот ландшафт… Я не хотела повторений. Я была в сердце пустыни, поэтому я создала альбом так, как создают живопись. И я до сих пор чувствую, что его воспринимают не так, как должны воспринимать. Это очень глубокая работа, и нужно окунуться в это, чтобы ощутить множество аспектов, спрятанных в этом альбоме .
Хотя некоторые мягко-крикливые мелодии предают атмосферу гранжа группы Nirvana, в общем альбом представляет собой более акустический звук с доминированием пианино, большинство из последней трети альбома представляют собой классические партии фортепиано, в том числе стремительный девяти-с-половиной минутный эпик «Yes, Anastasia». Эймос использовала подготовленное фортепиано для студийной записи «Bells for Her», на котором она также играла во второй части тура. Несколько лет спустя в журнале Rolling Stone альбом был назван одним из лучших альбомов 1990-х годов.
Альбом был записан в Таосе, Нью-Мексико на гасьенде. Тори рассказала, что по приезде на место была написана только одна песня «Pretty Good Year»: Я ещё собиралась заново записать би-сайд «Sugar». Но на гасиенде я написала столько, что мне не пришлось перерабатывать старые песни. Почти весь альбом был записан там. Однако, некоторые песни, которые должны были войти в альбом, мы отбросили в сторону. «Honey» должна была быть на альбоме, и когда я думаю об этом сейчас, я понимаю, что не надо было её отбрасывать. Вместо неё мы включили «The Wrong Band».
В студийной работе приняли участие также сопродюсер Эрик Россе и два инженера — Веб Джонс (гитара, вокал) и Пол МакКенна (бас, ударные). Во время записи альбома, между исполнительницей и звукозаписывающей компанией возник конфликт, в результате которого она пригрозила уничтожить весь материал: «Когда мы записывали там альбом, компания Atlantic Records захотела отстранить меня от проекта. Тогда бы мы с Эриком не смогли довести дело до конца так, как мы хотели. И я пригрозила сжечь всю пленку. Они собирались получить записи и отдать их какому-то крутому продюсеру. Я не буду называть конкретных имен. Я сказала им: „Послушайте, я мать этих песен, и вы не сможете отобрать у меня моих детей“. Я отнюдь не милая и добрая. Вот почему лейблам так со мной сложно».
В ходе финального прослушивания пластинки, инженер записи Пол МакКенна заявил о незаконченности работы. Приблизительно в то же время с Тори произошёл инцидент, который повлиял на создание последней записанной песни для альбома «The Waitress»: В течение где-то двух дней после этого разговора я страшно разругалась с одной официанткой. Она была стервой. Она словно была воплощением всех тех знакомых мне женщин, с которыми я не ладила. В общем, так и появилась «The Waitress». И тогда-то Пол сказал: «Ну все, альбом готов».
Обложка альбома включает в себя несколько ссылок на фотографии американских индейцев и Нью-Мексико. Альбом также является последней работой Эймос, где продюсером выступал Эрик Росс, так как они расстались в этом же году. На сегодняшний день Under the Pink является самым успешным альбомом по показателям чартов в Великобритании, по всему миру было продано более двух миллионов экземпляров.
В поддержку альбома Эймос отправляется в турне Under the Pink tour с февраля по ноябрь 1994 года, в основном выступая в тех же городах, как и на предыдущем мировом турне. Ограниченный выпуск издания альбома австралийского тура включён во втором диске More Pink (коллекция редких би-сайдов), выпущенном в ноябре 1994 года как и сингл «Little Drummer Boy» и кавер-версия Джони Митчелл «A Case of You». В течение этого периода, она также работала над композицией «Butterfly» для саундтрека к фильму 1994 года «Высшее образование», а также над кавером песни группы R.E.M. «Losing My Religion».

## Реакция критики
| Оценки критиков      | Оценки критиков |
| Источник             | Оценка          |
| -------------------- | --------------- |
| Allmusic             | [ 5 ]           |
| Chicago Tribune      | [ 6 ]           |
| Entertainment Weekly | (B)             |
| Rolling Stone        | [ 8 ]           |
| Spin                 | (8/10)          |
| Tiny Mix Tapes       | [ 10 ]          |

Брэд Веббер из Allmusic поставил альбому 4,5 из 5, отметив характерную особенность песен Тори Эймос: «все они написаны от лица женщины, которая не может найти хорошего мужчину и про те же поиски, которые приходят к плохому концу. Это некое послание от 30-летней женщины, которую сжирает самоанализ и внутренние поиски, несмотря на то, что здесь нет никакого намека на скрытый феминистический подтекст. Понятно, что демоны с Little Earthquakes не будут изгнаны, поэтому гнев направлен на устройство религии (в песне „God“), политиков и лицемеров. Преследующим „Pretty Good Year“ задает тон, порицая друзей, которые сбились с пути. Иногда (особенно на „The Wrong Band“) трели Эймос уступают некоему усталому придыханию. Тем не менее, её эмоции кажутся подлинными, слегка наивной кажется песня „Icicle“, рассказывающая о переменах мировоззрения. Она явно написана не от чистого сердца. Черт, в конце концов даже та же сосулька тает».
Грег Сандов из Entertainment Weekly поставил альбому оценку «B», написав: изменяя способы повествования, Тори Эймос является феноменальным талантом. Пример тому, что талант есть — её новый альбом Under the Pink. Её пение — иногда почти шепот, иногда пытливый крик — это, по крайней мере, в небольших дозах, выглядит как интимный рассказ. Её тексты тоже довольно интересно изучать. В песне под названием «Icicle», например, она провозглашает независимость от Библии, общения с Богом и большинства других признаков детства христианства, она жалуется: «Я думаю, что хорошей книге не хватает некоторых страниц», а затем продолжает с этим поразительным немного повстанческим сексуальным богохульством: «Когда моя рука касается себя я могу, наконец, положить свою голову, и когда они говорят взять Его плоть, я думаю: я возьму её от себя».
В обзоре издания Tiny Mix Tapes WILLCOMA поставил оценку 4 из 5, написав, что «кажется c Under the Pink (не столько с феминистским альбомом Little Earthquakes) пытается размыть проложенные дорожки. Я помню, как вздрогнул, обнаружив в интервью, что огромный пласт рок-влияния оказали на неё Led Zeppelin. Но если вы посмотрите, как она выступает, а именно рвет на себе волосы и усаживается в странной позе за рояль, то в её творчестве обнаруживается смысл. Она рок-звезда, погруженная в женские проблемы, имея цель уничтожить женские ожидания и переживания. На „Past the Mission“, Трент Резнор (вполне возможно, коллега по лирике Эймос) способствует бэк-вокалом, ясно подтверждая, что Эймос не собирается быть товаром-однодневкой. Более вопиющей является акцент на детали и нюансы. Наряду с вполне спокойным настроением, превращающимся в бушующую ненависть на юмористической песни „The Waitress“, она резко переходит к завораживающей „Bells for Her“, что делает рисковый Under the Pink выдающимся. Эти песни рассказывают как выжить мужчине/женщине и не разрушить себя изнутри. Это очень достойная, чистая и проникновенная работа».

## Список композиций
Слова и музыка всех песен — Тори Эймос.
| №   | Название             | Длительность |
| --- | -------------------- | ------------ |
| 1.  | «Pretty Good Year»   | 3:25         |
| 2.  | «God»                | 3:58         |
| 3.  | «Bells for Her»      | 5:20         |
| 4.  | «Past the Mission»   | 4:05         |
| 5.  | «Baker Baker»        | 3:20         |
| 6.  | «The Wrong Band»     | 3:03         |
| 7.  | «The Waitress»       | 3:09         |
| 8.  | «Cornflake Girl»     | 5:06         |
| 9.  | «Icicle»             | 5:47         |
| 10. | «Cloud on My Tongue» | 4:44         |
| 11. | «Space Dog»          | 5:10         |
| 12. | «Yes, Anastasia»     | 9:33         |

## Синглы и би-сайды

### Синглы
С альбома было выпущено четыре сингла. «God» был первым синглом в США в январе 1994 года и достиг первой строчки в чарте Modern Rock Tracks; в октябре в Великобритании он достиг лишь 44-й позиции. «Cornflake Girl» стал для Эймос главным международным хитом, достигнув в Великобритании № 4, в то время как «Pretty Good Year» занял там же 7-е место. «Past the Mission», который включал вокальную партию Трента Резнора из Nine Inch Nails, смог войти этим же летом только в чарт UK Top 30.

### Би-сайды
Как и большинство альбомов Тори Эймос, Under the Pink также известен своими различными би-сайдами. Эймос записала множество песен, которые не вошли в альбом, но были выпущены как би-сайды с синглов или записей концертного исполнения.
| Название                                                      | Выпущен                                                         |
| ------------------------------------------------------------- | --------------------------------------------------------------- |
| «Home on the Range (Cherokee Edition/with Cherokee addition)» | «God» (US 1994)/ «Pretty Good Year» (UK Ltd 1994)               |
| «All the Girls Hate Her/Over It (Piano Suite)»                | «God» (US 1994)/ «Cornflake Girl» (UK 1994)                     |
| «Sister Janet»                                                | «God» (US Cass 1994)/«Cornflake Girl» (US/UK 1994)              |
| «Daisy Dead Petals»                                           | «Cornflake Girl» (US 1994)/ «Pretty God Year» (UK Ltd 1994)     |
| «Honey»                                                       | «Cornflake Girl» (US 1994)/ «Pretty Good Year» (UK 1994)        |
| «Black Swan»                                                  | «Pretty Good Year» (UK 1994)/ «Past the Mission» (US Cass 1994) |
| «A Case of You»                                               | «Cornflake Girl» (UK Ltd 1994)                                  |
| «Strange Fruit»                                               | «Cornflake Girl» (UK Ltd 1994)                                  |
| «If 6 Was 9»                                                  | «Cornflake Girl» (UK Ltd 1994)                                  |
| «Little Drummer Boy»                                          | More Pink: The B-Sides (Aus 1994)                               |
| «Butterfly»                                                   | Higher Learning Soundtrack (1994)                               |
| «Losing My Religion»                                          | Higher Learning Soundtrack (1994)                               |
| «Down By The Seaside»                                         | Encomium: A Tribute to Led Zeppelin                             |
| «Famous Blue Raincoat»                                        | Tower of Song: the Songs of Leonard Cohen                       |

## More Pink: The B-Sides
Двух-дисковое издание Under the Pink было выпущено 14 ноября 1994 на лейбле East West Records. Оно содержит концертные записи с турне Эймос в Австралии и Новой Зеландии. Второй диск, под названием More Pink: The B-Sides не был выпущен отдельно и является раритетной записью. Эймос не выпускала сборников би-сайдов до 2006 года A Piano: The Collection.

### Список композиций
Слова и музыка всех песен — Тори Эймос, кроме 1 (Джони Митчелл) и 11 (традиционная).
| №   | Название                                                                             | Длительность |
| --- | ------------------------------------------------------------------------------------ | ------------ |
| 1.  | «A Case of You» (orig. on "Cornflake Girl" UK limited edition CD single)             | 4:38         |
| 2.  | «Honey» (orig. on 2nd "Pretty Good Year" UK CD single)                               | 3:47         |
| 3.  | «Daisy Dead Petals» (orig. on "Pretty Good Year" UK limited edition CD single)       | 3:02         |
| 4.  | «Sister Janet» (orig. on 1st "Cornflake Girl" UK single)                             | 4:02         |
| 5.  | «Sugar» (orig. on "China" UK single)                                                 | 4:27         |
| 6.  | «Take to the Sky» (orig. on "Winter" single)                                         | 4:20         |
| 7.  | «Upside Down» (orig. on "Me and a Gun" UK single)                                    | 4:22         |
| 8.  | «Flying Dutchman» (orig. on "China" single)                                          | 6:31         |
| 9.  | «Here. In My Head (Live)» (orig. on "Past the Mission" UK CD single)                 | 6:05         |
| 10. | «Black Swan» (orig. on "Pretty Good Year" UK CD single)                              | 4:04         |
| 11. | «Little Drummer Boy (Live)» (orig. on Kevin & Bean: We've Got Your Yule Logs Hangin) | 3:20         |

## Участники записи
- Майкл Аллен Хариссон — скрипка
- Тори Эймос — пианино, вокал, продюсирование
- Джон Асеведо — альт
- Стив Катон — гитара
- Паулиньо де Коста — перкуссия
- Росс Кэйллим — микширование
- Шон ДеФео — ассистент инженера
- Мелисса Хасин — виолончель
- Джон Беверли Джонс — инженер
- Кевин Киллен — микширование
- Эзра Киллингер — скрипка
- Дайн Литтл — виолончель
- Боб Людвиг — мастеринг
- Пол МакКенна — продюсер, инженер
- Синтия Морроу — альт
- Карло Нуццио — ударные
- Джордж Поттер, мл. — бас
- Крис Рутингер — скрипка
- Трент Резнор — бэк-вокал
- Джимбо Росс — альт
- Нэнси Стейн-Росс — виолончель
- Эрик Росс — продюсер, инженер
- Джон Филипп Шинэйл — струнные, орган (Hammond)
- Франсин Уолш — скрипка
- Джон Виттенберг — скрипка
- Нэнси Рот — скрипка
- Синди Пэлмено — ард-директор, фотограф
- Джули Ларсон — связи с общественностью
- Джон Фунди — ассистент инженера
- Алан Рейнл — дизайн
- Аврил Макинтош — ассистент микширования

## Позиции в чартах

### Альбом
| Год  | Чарт                                     | Позиция |
| ---- | ---------------------------------------- | ------- |
| 1994 | Billboard 200 (U.S.)                     | 12      |
| 1994 | Official UK Albums Chart (UK)            | 1       |
| 1994 | Australian ARIA Albums Chart (Australia) | 5       |
| 1994 | Austrian Albums Chart (Austria)          | 6       |
| 1994 | Dutch Albums Chart (The Netherlands)     | 10      |
| 1994 | NZ Albums Chart (New Zealand)            | 15      |
| 1994 | Swedish Albums Chart (Sweden)            | 15      |
| 1994 | Swiss Albums Chart (Switzerland)         | 11      |

### Синглы
| Название                  | Чарт                                   | Позиция |
| ------------------------- | -------------------------------------- | ------- |
| «God» (1994)              | US Modern Rock Tracks                  | 01      |
| «God» (1994)              | UK Airplay (UK)                        | 28      |
| «God» (1994)              | UK Singles Chart                       | 44      |
| «God» (1994)              | Billboard Hot 100 Airplay (U.S.)       | 64      |
| «God» (1994)              | Australian Singles Chart               | 65      |
| «God» (1994)              | U.S. Billboard Hot 100                 | 72      |
| «God» (1994)              | Billboard Hot 100 Singles Sales (U.S.) | 73      |
| «God» (1994)              | Canadian Hot 100                       | 87      |
|                           |                                        |         |
| «Cornflake Girl» (1994)   | UK Singles Chart                       | 04      |
| «Cornflake Girl» (1994)   | UK Airplay (UK)                        | 06      |
| «Cornflake Girl» (1994)   | Irish Singles Chart                    | 09      |
| «Cornflake Girl» (1994)   | US Modern Rock Tracks                  | 12      |
| «Cornflake Girl» (1994)   | Australian Singles Chart               | 19      |
| «Cornflake Girl» (1994)   | Dutch Top 40                           | 26      |
| «Cornflake Girl» (1994)   | Canadian Hot 100                       | 30      |
| «Cornflake Girl» (1994)   | Canadian Airplay                       | 32      |
| «Cornflake Girl» (1994)   | New Zealand Singles Chart              | 41      |
| «Cornflake Girl» (1994)   | German Singles Chart                   | 73      |
| «Cornflake Girl» (1994)   | U.S. Billboard Hot 100                 | 107     |
|                           |                                        |         |
| «Pretty Good Year» (1994) | UK Singles Chart                       | 07      |
| «Pretty Good Year» (1994) | Irish Singles Chart                    | 26      |
| «Pretty Good Year» (1994) | UK Airplay (UK)                        | 53      |
| «Pretty Good Year» (1994) | Australian Singles Chart               | 85      |
|                           |                                        |         |
| «Past the Mission» (1994) | Irish Singles Chart                    | 25      |
| «Past the Mission» (1994) | UK Singles Chart                       | 31      |
| «Past the Mission» (1994) | UK Airplay (UK)                        | 73      |